# Szambo i perfumeria
Szambo i Perfumeria – piętnasty album grupy Big Cyc, podsumowujący 20-lecie istnienia zespołu.

## Lista utworów
1. „Nasz PRL” – 3:58
2. „Teczka” – 3:43
3. „Szambo i Perfumeria" – 3:48
4. „Zawsze Gdańsk” – 3:46
5. „Lecę w dół” – 3:17 feat. Paweł Kukiz
6. „Kuloodporny księżyc” – 3:57
7. „Więcej tlenu” – 3:29
8. „Homotubisie” – 3:07
9. „Aberdeen” – 3:26
10. „Bo z dziewczynami” – 3:17

BONUS
1. „Homotubisie” (Natural Born Chillers Remix) – 5:50
2. „Bo z dziewczynami” (karaoke psycho-remix) – 3:16

## Single
- „Nasz PRL”
- „Lecę w dół”

## Skład
- Jacek Jędrzejak – gitara basowa, śpiew
- Roman Lechowicz – gitara, śpiew
- Jarosław Lis – perkusja śpiew
- Krzysztof Skiba – śpiew

gościnnie
- Krzysztof Kasowski – śpiew (8)
- Paweł Kukiz – śpiew (5)
- Maciej Maleńczuk – śpiew (2)
- Jerzy Połomski – śpiew (10)
- Marek Szajda – gitara (1, 2, 5, 6, 9)
- Piotr Sztajdel – instrumenty klawiszowe, śpiew

## Pozycje na listach
| Lista | Kraj   | Pozycja |
| ----- | ------ | ------- |
| OLiS  | Polska | 22      |